# Aert van der Neer
Aert van der Neer (Gorinchem, 1600-as évek – Amszterdam, 1677. november 9.) Hollandia aranykorának festője. A legkitűnőbb hollandi tájképfestők egyike, hazájának festői falvait, folyóktól, csatornáktól keresztülszelt lapályait ábrázolta. Havas téli tájképekre és holdfényes éjszakai jelenetekre specializálódott. Aelbert Cuyp és Meindert Hobbema kortársa volt, s hozzájuk hasonlóan viszonylag ismeretlen művész volt élete során.

## Élete
Gorinchem városában született 1603 körül. Arnold Houbraken holland történetíró és festő feljegyzései szerint az Észak-Hollandban található városban, Arkelben dolgozott a helyi urak szolgálatában – ez magyarázza, miért nincsenek fiatalkorából ismert festményei.
Amatőr festő lett, valószínűleg miután megismerte Rafael és Joachim Govertsz Camphuysen amszterdami festőket, akiknek a húgát, Lysbeth-et 1629-ben feleségül vette. Hat gyermekük született: Grietje (1629), Eglon (~1635, szintén festőművész lett), Cornelia (1642), Elisabeth (1645), Pieter (1648), és Alida (1650). A család az amszterdami Kalverstraaton élt, öt gyermeket a közeli Nieuwe Kerkben kereszteltek meg.
Élete során nem ismerték el munkásságát, tájképeit nem becsülték nagyra. Sikertelensége miatt nehezére esett eltartani a családját. 1659-ben borozót nyitott, hogy kiegészítse csekély jövedelmét, azonban két év alatt tönkrement az üzlet. Az amszterdami Kerkstraatban halt meg 1677-ben, mélyszegénységben. Tehetségét nem ismerték el, s a halála után képeit olyannyira kevésre tartották, hogy azokat darabonként körülbelül öt shillingre becsülték.

## Pályafutása
Első munkái, melyeken monogramja megjelenik, téli tájképek. Egyik első, kiforratlanan képe az amszterdami Rijksmuseumban található téli tájkép (1639), egy másik a kieli Martins-gyűjteményben (1642) található. 1643-as téli tájképe s 1664-as holdfényjelenete már jelentősebb művek (egykoron Brüsszelben, a Arenberg-ház gyűjteményében voltak megtalálhatóak).
Megélte az 1652-es tűzvészt, melyben megsemmisült az amszterdami városháza. A sorsfordító balesetet két-három képének témájaként is feldolgozta.
Bár feltehetőleg Van Der Neer Amszterdam városában élt, képei arról árulkodnak, hogy jól ismerte a Haarlem és Leiden környéki csatornákat és erdőket, s a Maas és a Rajna folyását. Dordrecht, mely Aelbert Cuyp otthona volt, többször is megjelent képein; több nyomatékos forrás is azt mutatja, hogy a két férfi között barátság állt fenn. Valószínű, hogy együtt is dolgozhattak.  A bedfordi és a westminsteri hercegi gyűjteményekben vannak olyan tájképek, amelyeken Cuyp vagy a befagyott folyót ábrázolta heringeket pakoló halászokkal, vagy a folyó vizén fényét visszatükröző holdat – feltehetőleg  Van Der Neer ezeket mintaként használva dolgozott.
Ugyanaz az érzület és hasonló témák jelennek meg Cuypnál és Van Der Neernél, társulásuk előtt és után, de Cuyp volt a meghatározó zseni. Van Der Neer dordrechti jelenlétét az általuk közösen készített képeken fedezhetjük fel.
Kedvenc témái hazájának folyói és vízfolyásai voltak napnyugtakor vagy sötétedés után. Egyedi tehetsége az áttetszőség megvalósításában mutatkozik meg, amely lehetővé teszi, hogy még az igazán távoli tárgyak is igényesen megjelenjenek a sötétben, meleg barna és acélszürke színváltozatokkal. Szintén jellegzetessége a befagyott víz ábrázolása, és nappal jégtájképei szánkósokkal és halászokkal – ezekből a holdfényképekből hasonlóan számos készült. Európa összes nagyobb gyűjteményeiben képviselve van, kiemelkedően a budapesti Szépművészeti Múzeumban is.

## Galéria

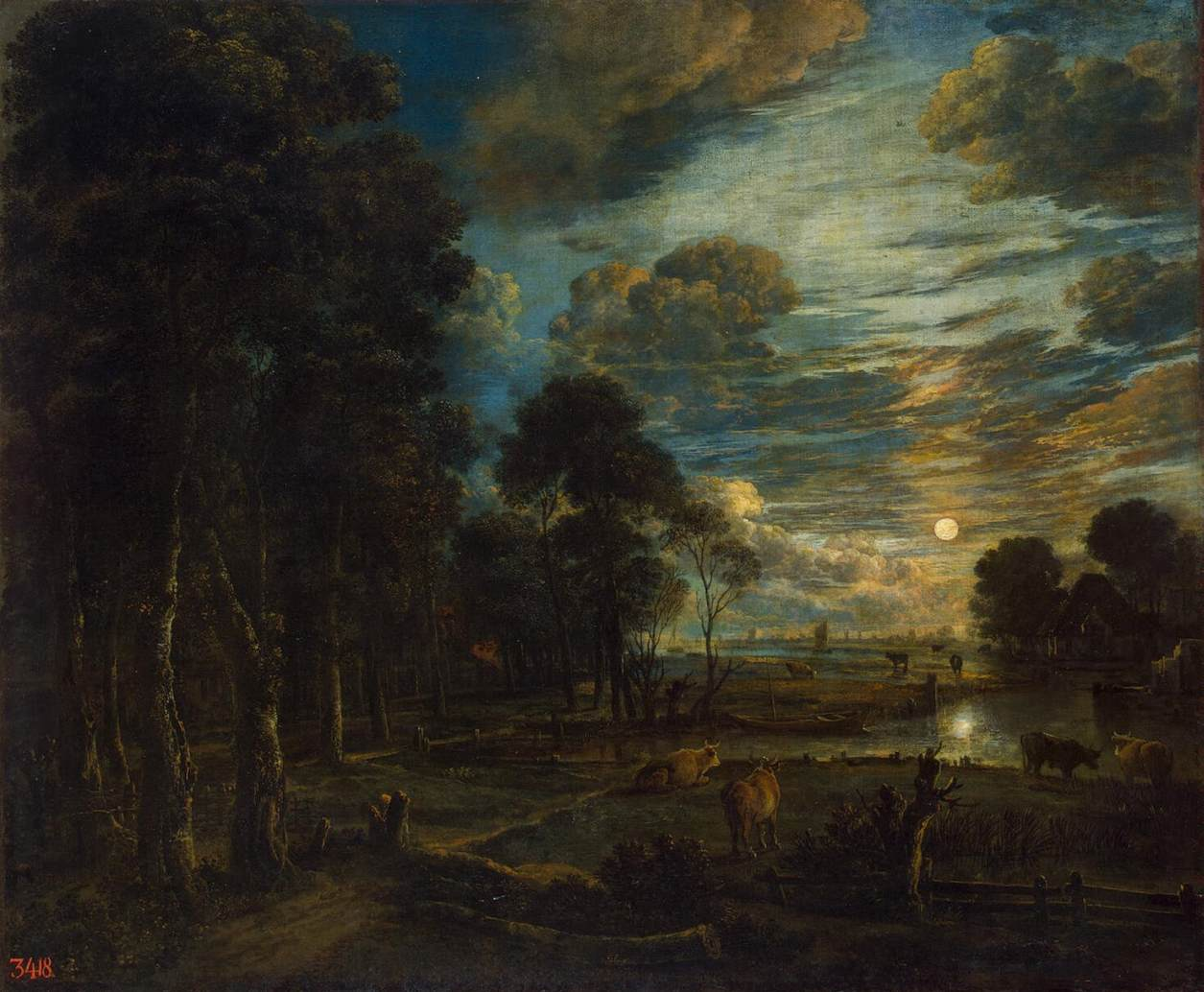
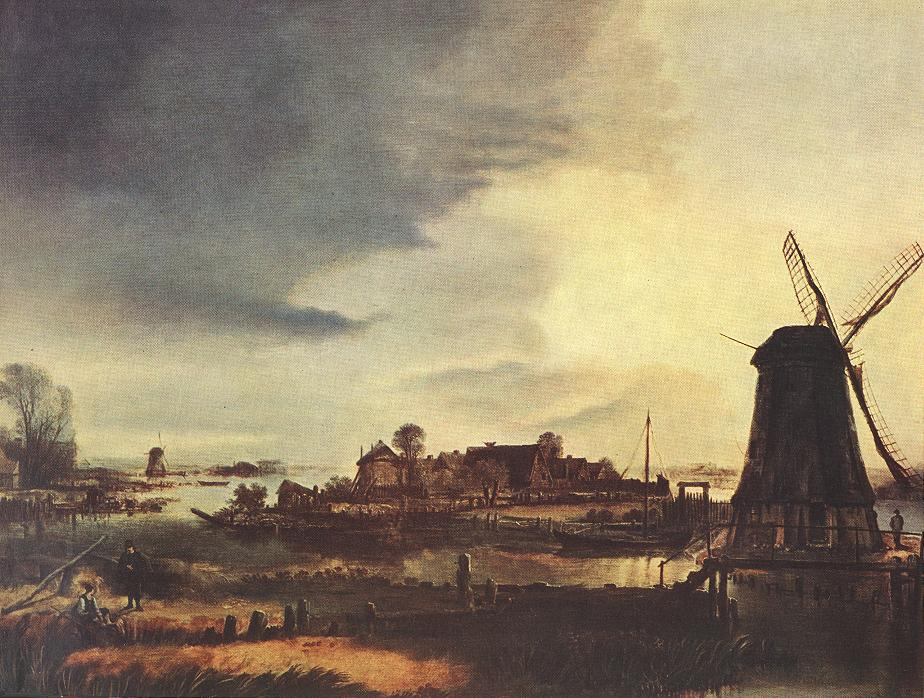
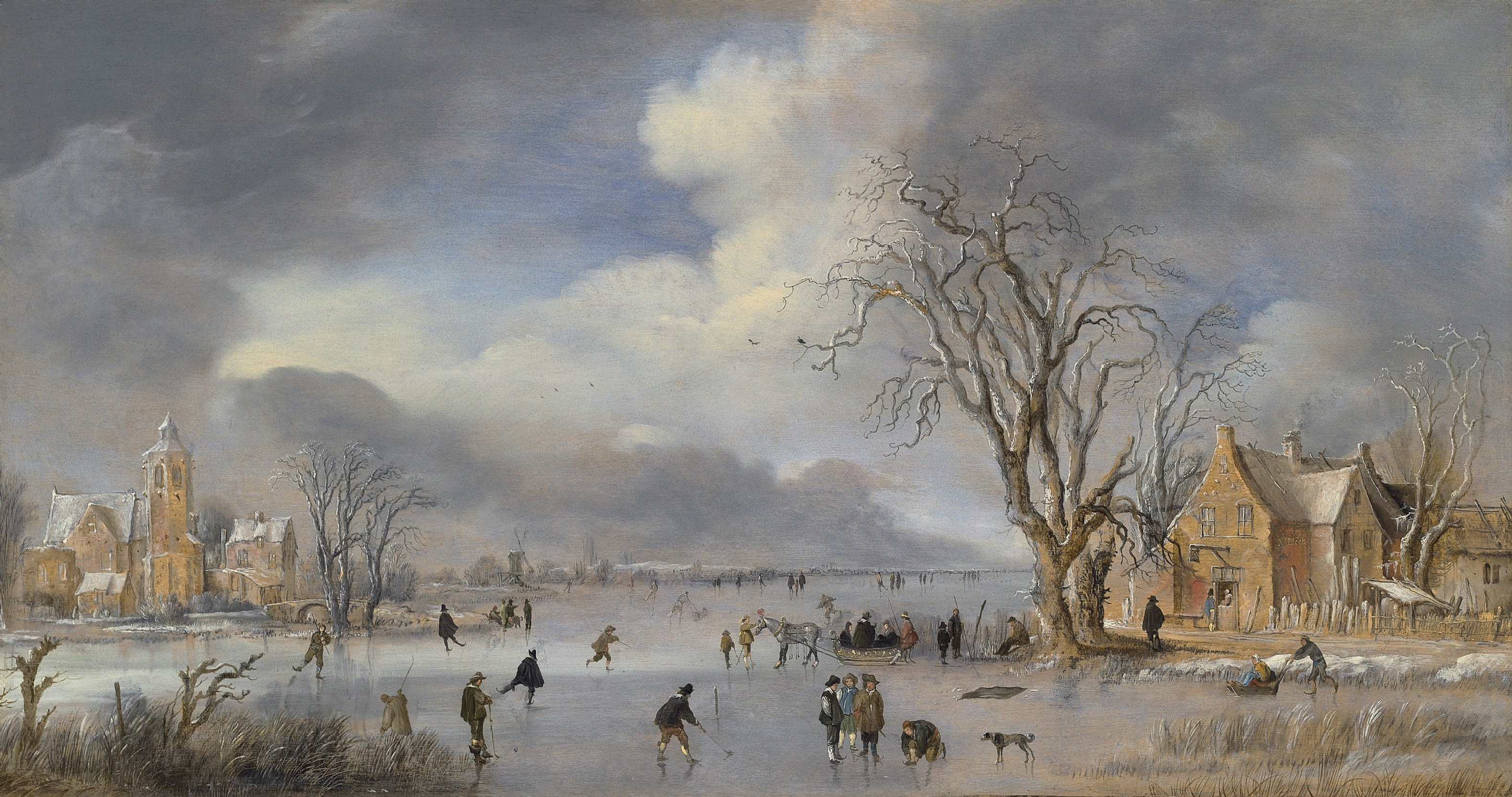
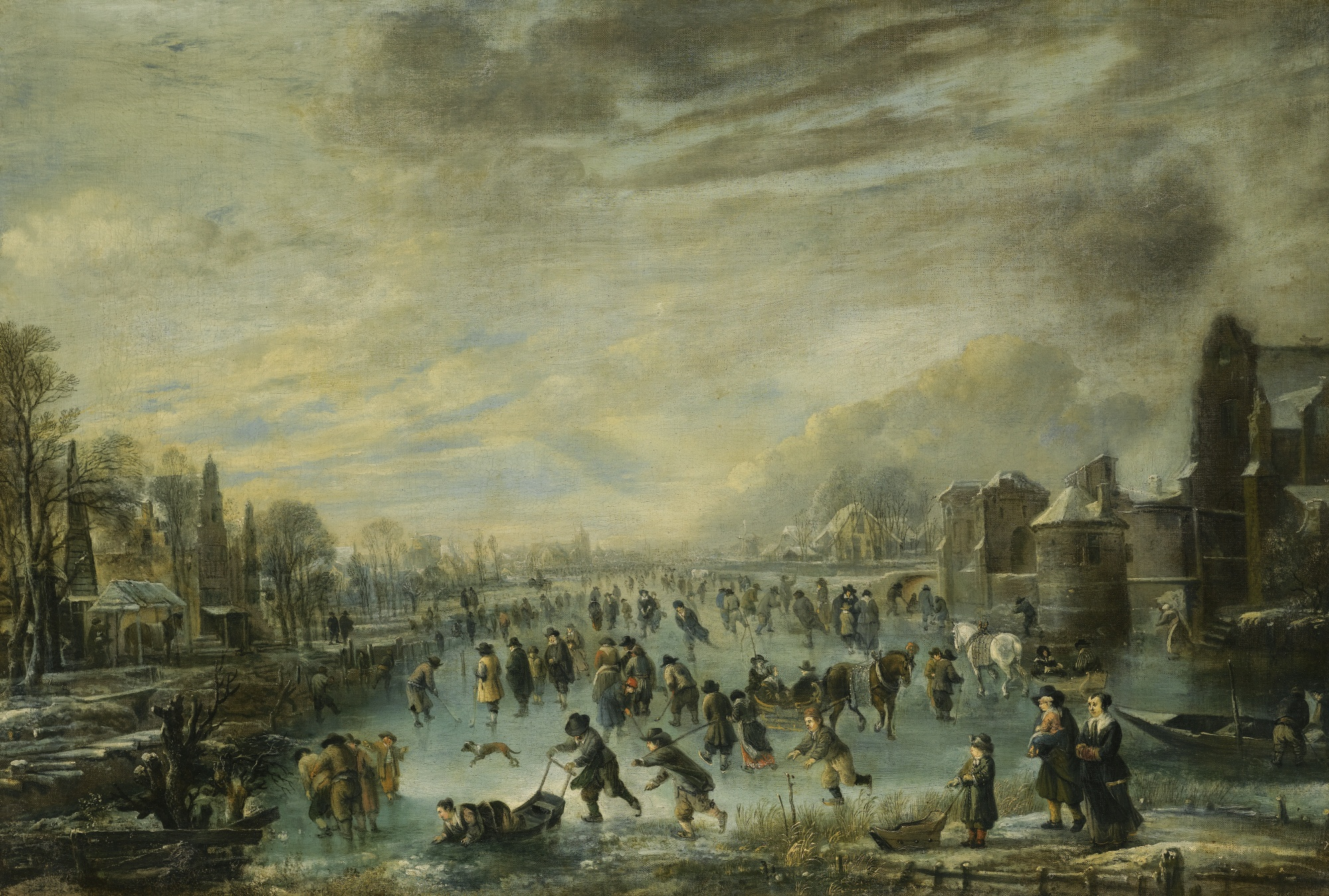
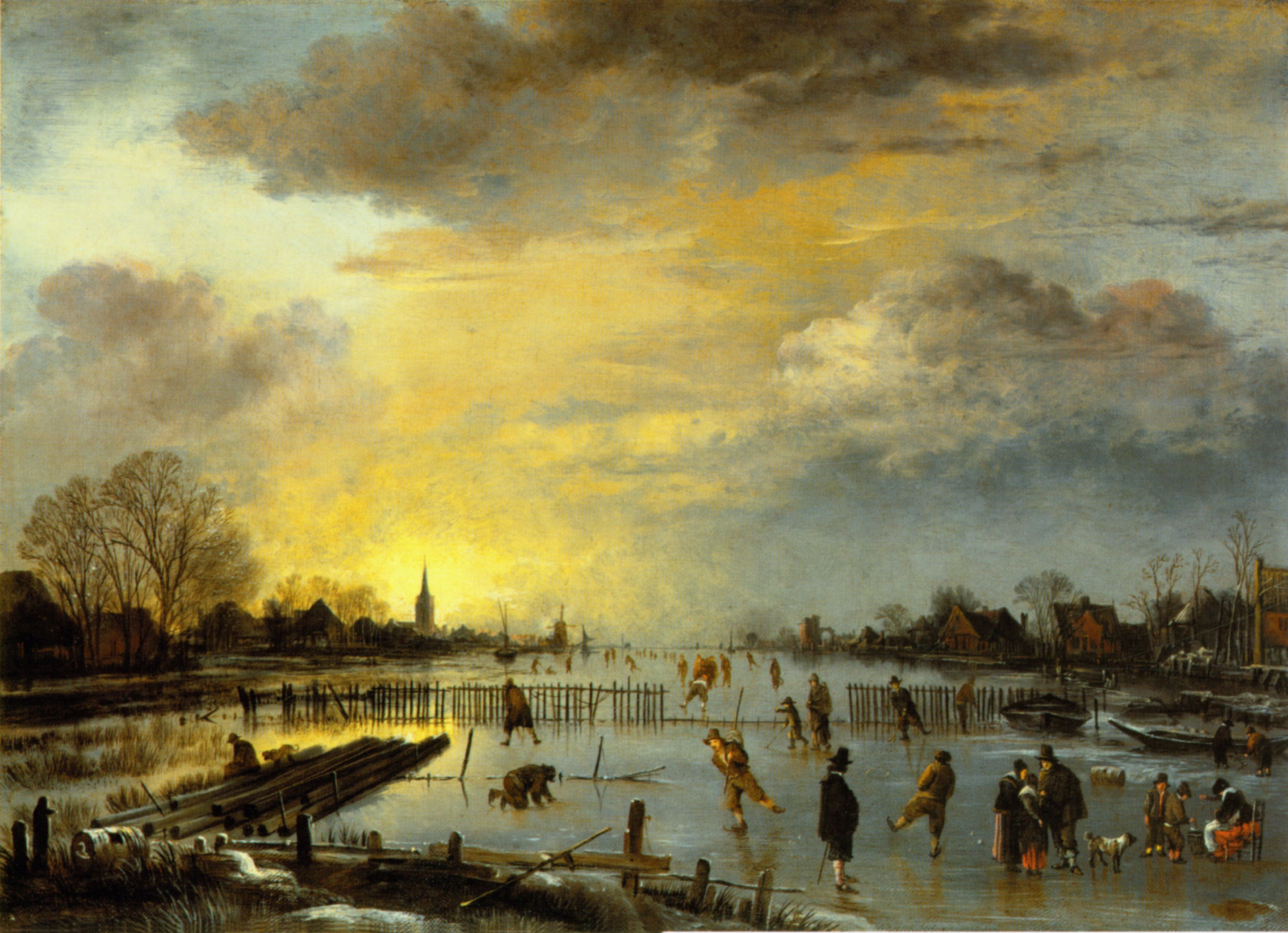
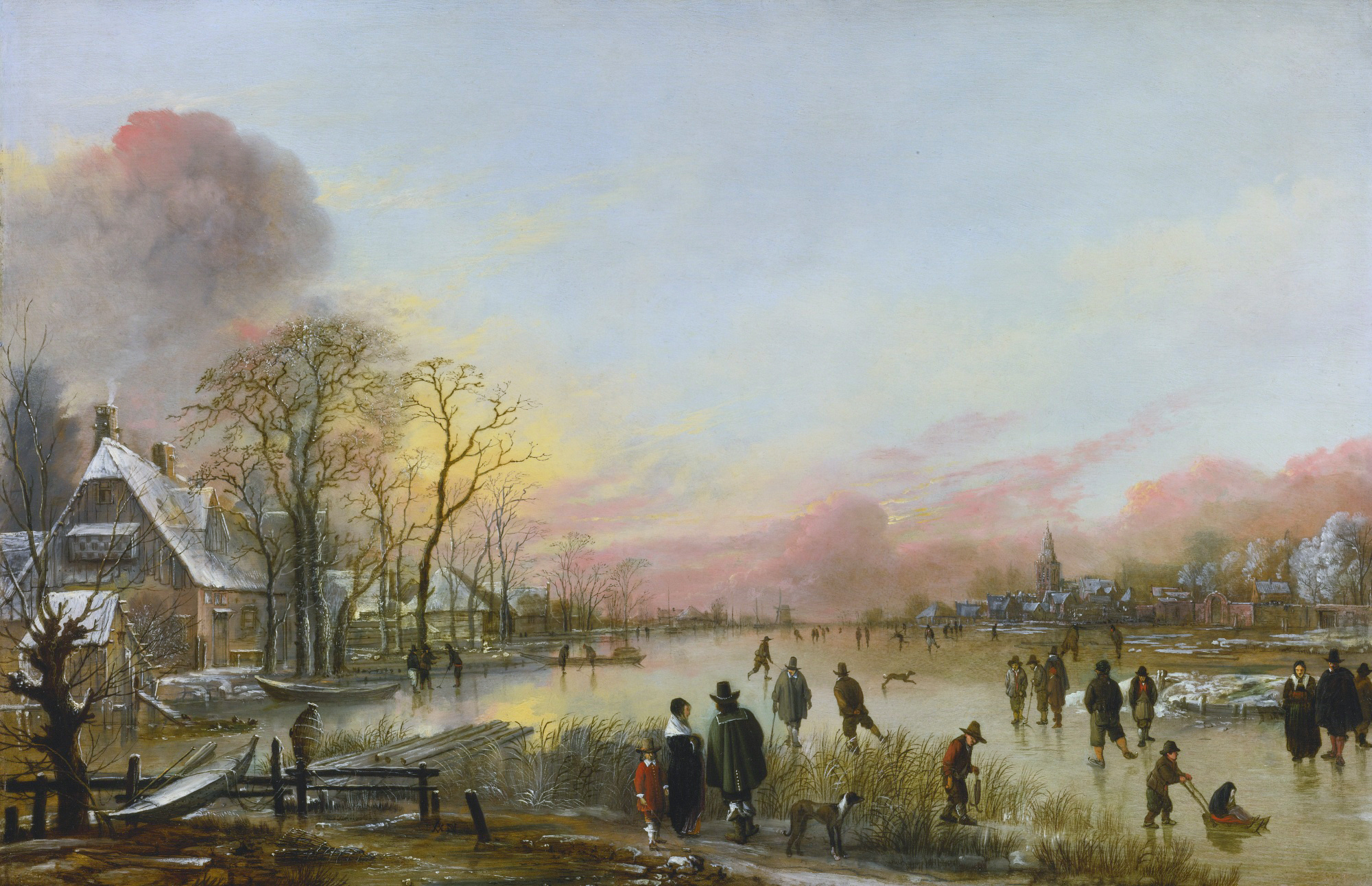
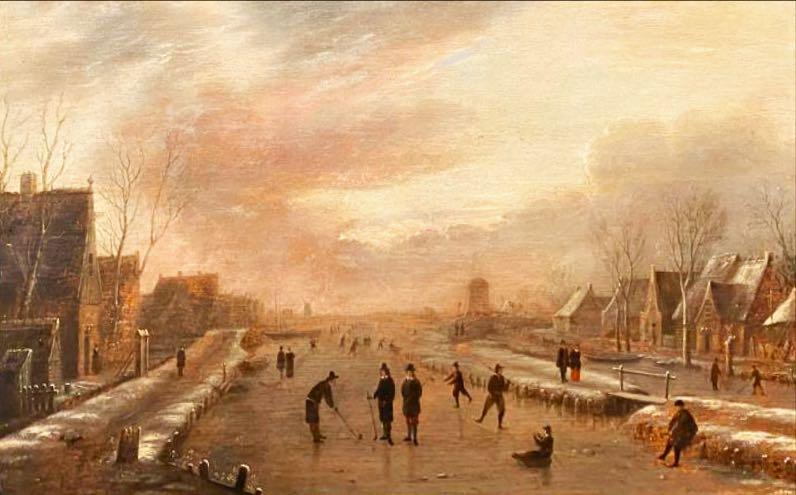
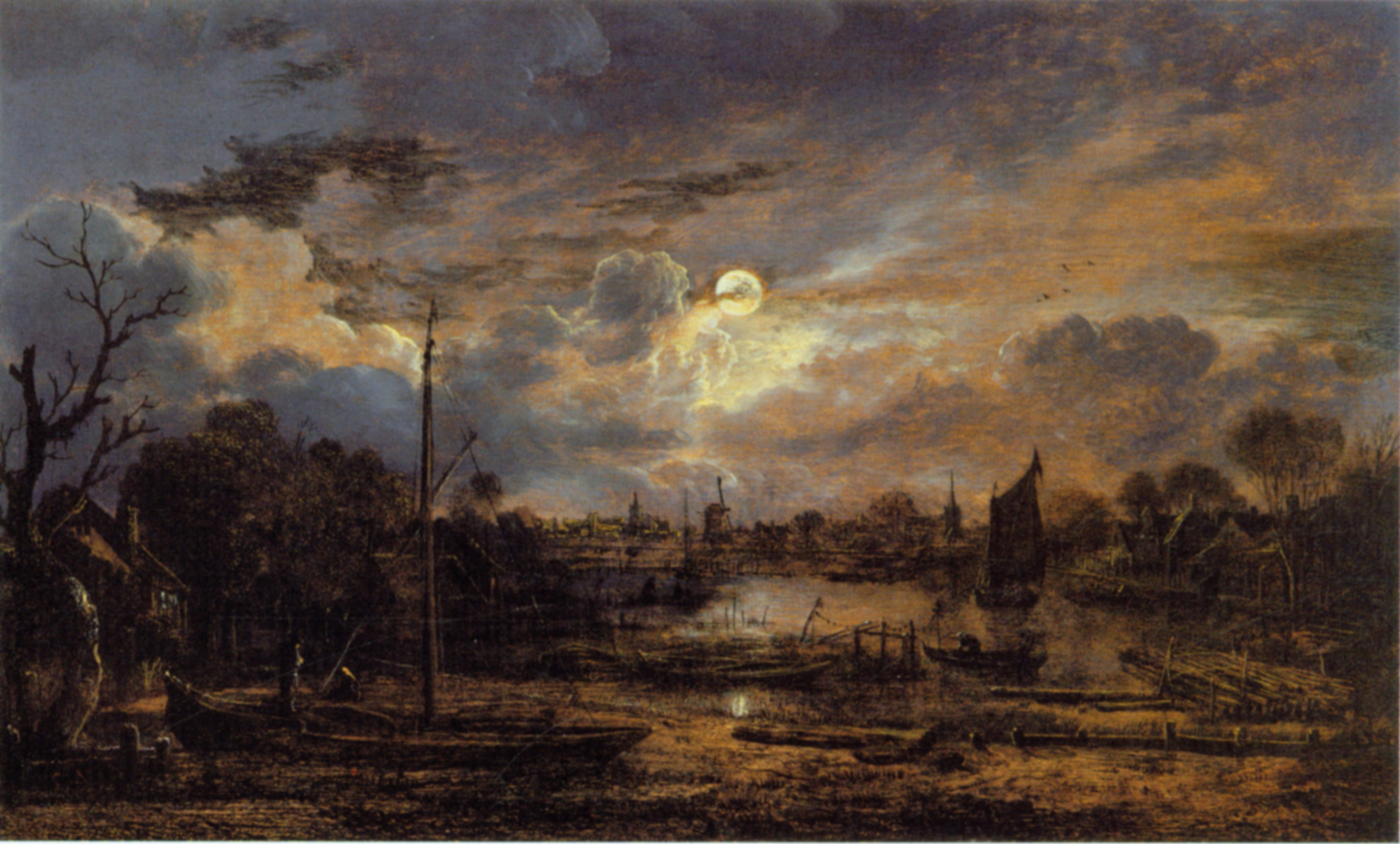

## Fordítás
- Ez a szócikk részben vagy egészben  az   Aert van der Neer című angol Wikipédia-szócikk ezen változatának fordításán alapul.  Az eredeti cikk szerkesztőit annak laptörténete sorolja fel. Ez a jelzés csupán a megfogalmazás eredetét és a szerzői jogokat jelzi, nem szolgál a cikkben szereplő információk forrásmegjelöléseként.